# Les Musiciens du Louvre

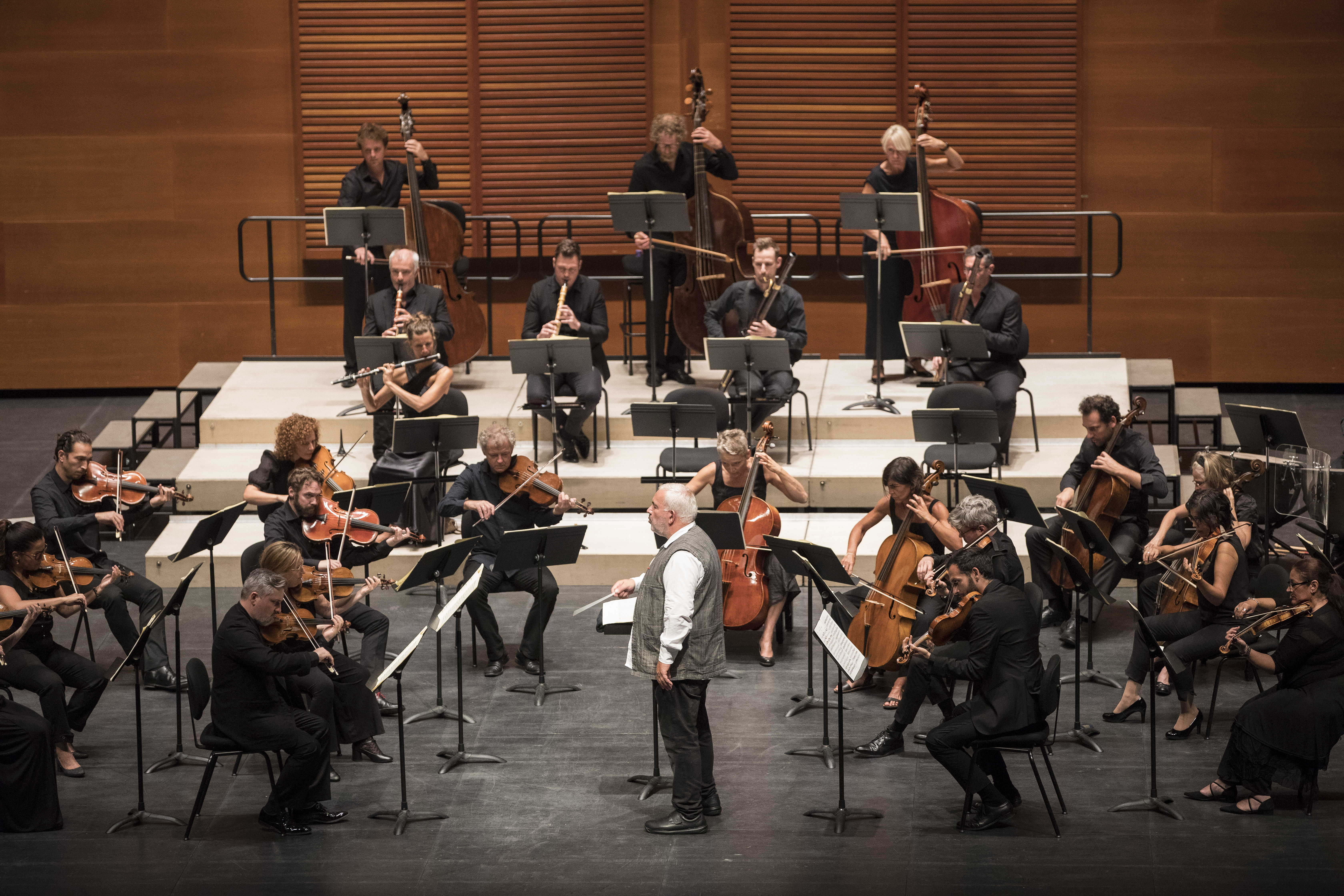
Les Musiciens du Louvre, 2020

Les Musiciens du Louvre (doslova Hudebníci z Louvru), od roku 1996, kdy se přesunuli do Grenoblu, plným názvem Les Musiciens du Louvre Grenoble, je francouzský orchestr proslavený zejména autentickou interpretací barokní hudby. Založil ho roku 1982 fagotista Marc Minkowski, který je až dodnes (2015) uměleckým vedoucím. Orchestr vytvořil řadu nahrávek a roku 1993 získal ocenění Gramophone Award za záznam Stradellova oratoria San Giovanni Battista.